# Seehof (Szwajcaria)
Seehof (do 1914 fr. Elay) – gmina (niem. Einwohnergemeinde) w północno-zachodniej Szwajcarii, w kantonie Berno, w regionie administracyjnym Berner Jura, w okręgu Berner Jura. Jedna z dwóch gmin w Berner Jura, obok Schelten, w której językiem dominującym nie jest język francuski.
Gmina została po raz pierwszy wspomniana w dokumentach w 1540 roku jako Seehoft. W 1673 została wspomniana jako Eslay, a do roku 1914 nosiła nazwę Elay. 

## Demografia
W Seehof na dzień 31 grudnia 2020 mieszkało 56 osób. W 2010 roku 2,9% populacji gminy stanowiły osoby urodzone poza Szwajcarią.
W 2000 roku 91,1% populacji mówiło w języku niemieckim, a pozostałe 8,9% w języku francuskim.

Zmiany w liczbie ludności na przestrzeni lat przedstawia poniższy wykres: